# Östslaviska språk

Länder där ett östslaviskt språk är nationalspråket är markerade med mörkgrön färg

De östslaviska språken är en undergrupp av de slaviska språken i den indoeuropeiska språkfamiljen. Till de östslaviska språken räknas ryska, ukrainska och vitryska samt det förhållandevis lilla språket karpatorusinska (även kallat rutenska). Fornöstslaviska (ibland kallat fornryska – att inte sammanblandas med de senare dotterdialekterna fornryska och fornrutenska) var en gemensam språkform under tidig medeltid.

## Språkträd
- Indoeuropeiska språk
  - Satemspråk
    - Baltoslaviska språk
      - Slaviska språk
        - Östslaviska språk
          - Karpatorusinska
          - Ukrainska (historiskt även kallad rutenska och lillryska)
          - Vitryska
          - Ryska